# Mietek Pemper Preis der Universität Augsburg für Versöhnung und Völkerverständigung
Mit dem Mietek Pemper Preis der Universität Augsburg für Versöhnung und Völkerverständigung werden Persönlichkeiten ausgezeichnet, die sich durch ihre Lebensleistung besondere Verdienste um die Versöhnung von Völkern, Volksgruppen und Glaubensgemeinschaften erworben haben. Der Preis ist mit 10.000 Euro dotiert und wird zweijährlich von der Universität Augsburg vergeben. Die Preisverleihung findet im Goldenen Saal des Augsburger Rathauses statt.

## Geschichte
Der Unternehmer Georg Haindl entschied sich 2006 zur Stiftung eines Augsburger Universitätspreises für Versöhnung und Völkerverständigung, um das Ansehen Augsburgs als Friedensstadt und der Universität zu fördern. Gleichzeitig sollten Menschen ausgezeichnet werden, die ihr Leben für die Versöhnung und Völkerverständigung riskiert haben. Die Vergabe des Preises erfolgte erstmals 2007. Nach dem Tod des Jurymitgliedes und Ehrenbürgers der Stadt Augsburg und der Universität Mietek Pemper wurde der Preis in Würdigung seiner Lebensleistung nach ihm benannt.

## Jury
Zu den Jurymitgliedern gehören der Preisstifter Georg Haindl, der Bayerische Wissenschaftsminister, die Oberbürgermeisterin der Stadt Augsburg sowie die Präsidentin der Universität Augsburg. Mietek Pemper war ursprünglich ebenfalls Mitglied der Jury. Nach seinem Tod im Jahre 2011 nahm der Rabbiner der Israelitischen Kultusgemeinde Augsburg-Schwaben seinen Platz ein.

## Preisträger
- 2007: Carla Del Ponte, Chefanklägerin des Internationalen Strafgerichtshofs für das frühere Jugoslawien
- 2009: Richard Holbrooke, Botschafter und UN-Sonderbeauftragter für Afghanistan und Pakistan
- 2012: Khaled Abu Awwad und Nir Oren, Manager von The Parents Circle Families Forum in Israel und Palästina
- 2014: Selline Korir, Direktorin des Rural Women Peace Link und des Kenya Tuna Uwezo Program
- 2016: Luigi Ciotti, Gründer der Anti-Mafia-Vereinigung Libera und Zeitschrift Narcomafie[2]
- 2018: Teresa Gaviria, Gründerin und Vorsitzende der Vereinigung Caminos des Esperanza. Madres de la Candelariavon in Kolumbien[3]
- 2022: Dieudonné Kibinakanwa, Friedensaktivist aus Burundi[4]
- 2024: Farida Khalaf, irakische Menschenrechtsaktivistin, Vorsitzende der NGO Farida Global e.V.[5]